# Josh Warrington
Josh Warrington (Leeds, 14 novembre 1990) è un pugile britannico.
Soprannominato "Il guerriero di Leeds", agli inizi di carriera ha detenuto vari titoli regionali nei pesi piuma tra cui quello britannico dal 2012 al 2013, Commonwealth dal 2013 al 2015 ed EBU nel 2014. Dal 2018 possiede il titolo del mondo IBF di categoria.

## Biografia
Nato e cresciuto a Leeds, è tifoso del Leeds Utd e dei Leeds Rhinos. Prima di divenire pugile ha svolto la professione di odontotecnico.

## Carriera professionale
Warrington compie il suo debutto da professionista il 31 ottobre 2009, sconfiggendo il britannico Delroy Spencer ai punti dopo quattro riprese.
Distintosi come uno dei pugili più promettenti del panorama inglese, il 4 ottobre 2014 si fregia del titolo europeo dei pesi piuma battendo il veterano Davide Dieli per KO tecnico in quattro riprese.
Sul finire del 2016 interrompe il proprio rapporto lavorativo con la Matchroom Boxing di Eddie Hearn, che lo promuoveva da tempo, per passare sotto l'ala protettiva di Frank Warren.
Il 19 maggio 2018, di fronte al pubblico di casa dell'Elland Road, detronizza a gran sorpresa il campione in carica IBF Lee Selby sconfiggendolo per decisione non unanime dopo dodici round. Nonostante il verdetto, il pugile dimostra maggiore aggressività per tutta la durata dell'incontro e si rivela abile nell'entrare nella guardia del campione accorciando la distanza. La capacità di Warrington di portare il combattimento su binari a lui favorevoli porta due giudici ad dare i cartellini di 116-112 e 115-113 a suo favore, mentre il terzo assegna a Selby un 115-113. Quest'ultimo, alla seconda sconfitta in carriera, non perdeva un match da nove anni.